# 峰玲子
峰 玲子（みね れいこ、1989年12月27日- ）は、日本のAV女優、グラビアアイドル、マルチタレント。アイナ所属。

## 来歴
2020年10月、セルフプロデュースでデビューし、撮影会のモデルや多数のイメージビデオ、写真集を発売。
2023年9月22日、YouTubeチャンネルを再開設。
2024年1月、「DAHLIA」専属女優としてAVデビュー。
2024年2月17日、東京・duo MUSIC EXCHANGEで行われた「FALENO FES」に出演。同イベント内で行われた水着及び下着のファッションショーにモデルとして参加し、ランウェイを歩いた。
2024年3月17日、セクシー女優デビューイベントをムーランアキバで開催。
2024年5月21日、蒼山愛奈とともにSODLANDで開催された『FALENO5周年記念! FALENO × SODLAND奇跡の合体「本番はこれからだ!」』のキャストとして出勤。
2024年6月12日、『リリースイベントin秋葉原』をラムタラ エピカリ アキバで開催。
2024年7月6日、『FALENO夏祭り2024 雛乃ゆな × 峰玲子 in ラムタラ エピカリ アキバ』を開催。

## 人物・エピソード
趣味は温泉巡り、美術鑑賞、純喫茶巡り。時期にもよるが、月に1回は歌舞伎鑑賞に行く。特技は、カラオケ、どこでも寝れる。
会社員時代は社長秘書をしていたことがある。タレント・グラビアイドルの春野恵と仲が良い。
グラビアモデルを始めたきっかけは、撮影会のモデルに誘われてバイト感覚で参加したこと。グラビア時代は事務所に属さず、自らマネジメントを行っており、他事務所から誘われても断っていた。
AVデビューを決めたきっかけは、グラビアでの活動に満足していなかった事と多くの人に自分を知ってもらいたかったから。これ以前からAV出演のオファーは来ていたが、当時は勇気が出ずに断っていたとインタビューで明かしている。
現在はプライベートでAVを見る機会は少ないが、高校生の頃は恵比寿マスカッツのメンバーが出演しているAV作品をよく見ており、事務所の先輩でもある吉沢明歩を好きな女優として挙げている。
幼稚園の頃からオナニーのような行為をしており、寝ている時にクリトリスの辺りを触っていると普通にイッていたと明かしている。小学校高学年の頃に読んだ雑誌で、その行為がオナニーであると認識したが、その際には「自分は恥ずかしい行為をしていたんだ」との罪悪感を感じて、中学3年で初体験を迎えるまでオナニーをしなくなったことがある。
初体験の相手は本人いわく「彼氏っぽい（笑）」関係だった同じクラスの男子。学生当時はヤンキー・ギャル文化が主流で、高校生まで処女だとダサいという風潮があったため、とにかく「処女喪失する」ことを目的に、適当なクラスの男子に手を出し、ギリギリのタイミングで喪失したと明かしている。
好きな体位は座位。特に騎乗位から対面座位に移行するのが高校生の頃から好きだったと語っている。デビュー前の経験人数は20人。

## 映像作品

### アダルトビデオ

#### DAHLIA専属
DAHLIAは「配信特化型AVメーカー」を掲げているため、配信開始日も記載しています。
- 新人 あのノーブラ散歩動画でバズったマルチタレント 峰玲子 AV DEBUT（2024年1月19日配信開始、同年2月8日DVD発売）
- 美しいカラダが映える喰い込み着衣で濃厚誘惑3本番（2024年2月8日配信開始、同年3月7日DVD発売）
- 濃厚ベロキスで唾液だらっだら執拗交尾 有能秘書が密室社長室で理性を忘れて求め合う（2024年3月8日配信開始、同年4月11日DVD発売）
- 実家暮らしの私、実はグラドルをしながら38年引きこもり兄の性欲処理をしています。（2024年4月16日配信開始、同年5月23日DVD発売）
- 義父にヌードモデルをさせられて… 羞恥に溺れた淫らな寝取られ妻（2024年5月26日配信開始、同年6月20日DVD発売）
- パンスト穴を開けられ指入れイカされ続ける美尻OL 破いてずらして蒸れた股間に粘着調●（2024年6月26日配信開始、同年7月25日DVD発売）
- 「だって、入らないんだもん…」 歴代彼女全員無理! デカチン過ぎて童貞卒業できないチ〇ポを受け入れが、制御不能な絶倫性交にイカされ続けた 峰玲子（2024年7月27日配信開始、同年8月22日DVD発売）
- 近所で会うジョギング中の人妻がノーブラ透けパンツで走ってるのは旦那不在で不倫OKサイン 峰玲子（2024年8月28日配信開始、同年9月26日DVD発売）
- 「私をエッチな目で見てほしいから」 豪雨でビショ濡れの日も濡れ透け出勤して職場の男性たちを誘惑する欲求不満の人妻スーパー店員 峰玲子（2024年9月23日配信開始、同年10月10日DVD発売）
- 「ヤリモク×」なアラサー婚活女子の愚痴を聞いてあげたら滅茶苦茶セックスできた。 峰玲子（2024年10月30日配信開始、同年11月21日DVD発売）
- うっかりTバックで市民プールに来たママはナンパを断れず旦那に内緒で即ズボバックピストン 峰玲子（2024年11月27日配信開始、12月26日DVD発売）
- デリヘル呼んだら毎日通う弁当屋の美人店員さんと遭遇 「お得意様だから特別に…」と本番をサービスしてくれて店外でも肉欲を満たし合う仲に 峰玲子（2024年12月26日配信開始、2025年1月23日DVD発売）
- 地味OLの私は潮を吹かされる淫らな指マンにハマりました。 峰玲子（2025年1月30日配信開始、2025年2月20日DVD発売）
- 保険レディに契約をチラつかせ朝まで体液ぐちゃぐちゃにハメ狂ういいなり温泉枕営業 峰玲子（2025年2月20日配信開始、2025年3月20日DVD発売）

#### 他メーカー
- 浮気妻密会デート ～欲求不満奥様の非日常性生活～ 峰玲子（2025年5月20日、VENUS）

### イメージビデオ
2021年
- 湯らり湯られて 峰玲子（5月28日、オルスタックソフト販売）
- 湯らり湯られて -千葉館山編- 峰玲子（9月29日、オルスタックソフト販売）※通常版DVDと特典BD-R付き限定版DVDの2種類あり。またそれぞれで使用しているジャケット写真が異なる。

2022年
- 湯らり湯られて -上州秘湯旅編- 峰玲子（3月30日、オルスタックソフト販売）※通常版DVDと特典BD-R付き限定版DVDの2種類あり。またそれぞれで使用しているジャケット写真が異なる。
- 湯らり湯られて -総集編- 峰玲子（12月29日、オルスタックソフト販売）※通常版DVDと特典BD-R付き限定版DVDの2種類あり。またそれぞれで使用しているジャケット写真が異なる。

2023年
- 蜜欲 峰玲子（12月29日、オルスタックソフト販売）※通常版DVDと特典BD-R付き限定版DVDの2種類あり。またそれぞれで使用しているジャケット写真が異なる。

### イメージ動画
2021年
- フリラモ個撮LABO Vol.217 峰玲子（ランク10国）
- フリラモ個撮LABO Vol.219 峰玲子（ランク10国）
- フリラモ個撮LABO Vol.221 峰玲子（ランク10国）
- フリラモ個撮LABO Vol.224 峰玲子（ランク10国）
- 秋のパンチラ! ミニスカ祭りだ! VOL.1 峰玲子（ランク10国）
- 秋のパンチラ! ミニスカ祭りだ! VOL.2 峰玲子（ランク10国）
- 秋のパンチラ! ミニスカ祭りだ! VOL.3 峰玲子（ランク10国）
- 秋のパンチラ! ミニスカ祭りだ! VOL.4 峰玲子（ランク10国）
- Another Queen Dxvol.50 峰玲子（9月10日、CYBER CAFE）
- Another Queen Dxvol.53 峰玲子（11月10日、CYBER CAFE）
- Ymode DX vol.59 峰玲子（11月10日、CYBER CAFE）
- Ymode DX vol.63 峰玲子（12月10日、CYBER CAFE）

### イメージVR
2022年
- apartment Days! Guest230 峰玲子 sideA（8月12日、ファンタスティカ）
- apartment Days! Guest230 峰玲子 sideB（8月26日、ファンタスティカ）

2023年
- バーチャルダイブ 先生、よろしくお願いします。 峰玲子（3月10日、ファンタスティカ）
- すきま時間 ～掃除中の美脚を覗き見る～ 峰玲子（3月24日、ファンタスティカ）
- バーチャルダイブ 今夜、彼の面影を脱ぎ捨てて 峰玲子（4月7日、ファンタスティカ）

## グラビア・掲載

### 写真集（ペーパーバック）
- ペーパーバック写真集「抱きしめたい」（2022年10月11日、奏出版）　デジタル版あり

### 写真集（デジタル）
- 2021年7月 DMM/Amazon Kindleにてダウンロード写真集各種発売開始

　2022年
- 東京美脚階段 峰玲子 第五章 片町・荒木町編　:美脚と巡る階段散策の旅（ガールズ☆ラボ!）（4月12日、PMW INC.）
- 東京美脚階段 峰玲子 第六章 荒木町・須賀町編　:美脚と巡る階段散策の旅（ガールズ☆ラボ!）（4月13日、PMW INC.）
- 美脚の壺 鑑賞マニュアル 街角編 file.3 峰玲子 前編: 20デールの誘惑。美脚の壺・街角編（Beauty Legs Collection）（4月19日、PMW INC.）
- 美脚の壺 鑑賞マニュアル 街角編 file.3 峰玲子 後編: 20デールの誘惑。美脚の壺・街角編（Beauty Legs Collection）（4月22日、PMW INC.）
- 東京美脚階段 峰玲子 特別編 第三章 片町・荒木町・須賀町編　:美脚と巡る階段散策の旅（ガールズ☆ラボ!）（4月27日、PMW INC.）
- ビキニ☆ガールズ! No.192 峰玲子 Vol.1: ビキニアイドル100%総天然色 SUPER BIKINI QUEENS COLLECTION（クイーンズコレクション）（5月19日、PMW INC.）
- ビキニ☆ガールズ! No.193 峰玲子 Vol.2: ビキニアイドル100%総天然色 SUPER BIKINI QUEENS COLLECTION（クイーンズコレクション）（5月31日、PMW INC.）
- グラビアポーズ360° No.138 峰玲子 Vol.1: 360°全方位SEXYポーズ集 GRAVURE POSE BOOK 360°（グラビアポーズ360°）（6月8日、PMW INC.）
- スイマーポーズ360° No.014 峰玲子: 360°全方位SEXYポーズ集 SWIMER POSE BOOK 360°（6月14日、PMW INC.）
- オーエルポーズ360° No.022 峰玲子: 360°全方位SEXYポーズ集 OFFICE LADY POSE BOOK 360°（6月19日、PMW INC.）
- 鹿鳴館（ebb）（6月23日、lonesomegraph）
- グラビアポーズ360° No.139 峰玲子 Vol.2: 360°全方位SEXYポーズ集 GRAVURE POSE BOOK 360°（グラビアポーズ360°）（6月28日、PMW INC.）
- ビキニ☆ガールズ! No.194 峰玲子 Vol.3 特別編: ビキニアイドル100%総天然色 SUPER BIKINI QUEENS COLLECTION（クイーンズコレクション）（7月2日、PMW INC.）
- Girl's Room Lingerie 001 峰玲子 Vol.1: 家で撮っていいですか!?（Girl's Labo）（7月6日、PMW INC.）
- Girl's Room 006 峰玲子Vol.1: 家で撮っていいですか!?（Girl's Labo）（7月6日、PMW INC.）
- Girl's Room Lingerie 001 峰玲子 Vol.2: 家で撮っていいですか!?（Girl's Labo）（7月7日、PMW INC.）
- Girl's Room 006 峰玲子Vol.2: 家で撮っていいですか!?（Girl's Labo）（7月7日、PMW INC.）
- Girl's Room 006 峰玲子Vol.3 特別編: 家で撮っていいですか!?（Girl's Labo）（7月9日、PMW INC.）
- Girl's Room Lingerie 001 峰玲子 Vol.3 特別編: 家で撮っていいですか!?（Girl's Labo）（7月10日、PMW INC.）
- Shock! 君は桜餅レディ（ebb）（9月13日、lonesomegraph）
- 妄想ゲシュタルト Vol.1 峰玲子: スワイプすれば全てが見える! 妄想グラビアシリーズ（MOUSOU GRAVURE COLLECTION）（10月25日、PMW INC.）

　2023年
- こんな玲子に誰がした（ebb）（1月13日、lonesomegraph）
- バリアングル（ebb）（2月25日、lonesomegraph）
- ラビリンス（ebb）（5月28日、lonesomegraph）
- シジュウハッテ360° No.001 峰玲子 Vol.1: 大江戸四十八手 360°全方位ポーズ集 GRAVURE POSE BOOK 360°（セクシーポーズ360°）（8月16日、BLUE POWERS INC.）
- シジュウハッテ360° No.001 峰玲子 Vol.2: 大江戸四十八手 360°全方位ポーズ集 GRAVURE POSE BOOK 360°（セクシーポーズ360°）（8月16日、BLUE POWERS INC.）
- シジュウハッテ360° No.001 峰玲子 Vol.4: 大江戸四十八手 360°全方位ポーズ集 GRAVURE POSE BOOK 360°（セクシーポーズ360°）（8月20日、BLUE POWERS INC.）
- シジュウハッテ360° No.001 峰玲子 完全版: 大江戸四十八手 360°全方位ポーズ集 GRAVURE POSE BOOK 360°（セクシーポーズ360°）（8月21日、BLUE POWERS INC.）
- リフレイン（ebb）（12月15日、lonesomegraph）

### 雑誌
- 宝島社 SPRiNG 2021年7月号（2021年5月21日発売）[16][17]
- 文友舎 エキサイティングマックス！スペシャル2021 Vol.159 増刊エキサイティングマックス！7月号（2021年6月11日発売）[18]
- 文友舎 エキサイティングマックス！スペシャル2022 Vol.168 増刊エキサイティングマックス！4月号（2022年3月11日発売）[19]
- 文友舎 エキサイティングマックス！スペシャル2023 Vol.179 増刊エキサイティングマックス！3月号（2023年2月11日発売）[20] 撮り下ろし
- 文友舎 エキサイティングマックス！デラックス2023 初夏特大号（2023年7月31日発売）[21]
- 日本ジャーナル出版 週刊実話2024年3月28日号 №12（2024年3月14日発売）[22]撮り下ろし
- 双葉社 週刊大衆2024年4月8日号 通巻4078号 峰玲子「決意の美熟ヘア」公開!（2024年3月25日発売）

### 新聞
- スポーツニッポン 性学伝 峰玲子①～⑤（2024年2月1日、8日、15日、22日、29日掲載）
- 夕刊フジ AVグリグリ淫タビュー 峰玲子①～⑤（2024年3月2日、9日、16日、23日、30日掲載）
- 東京スポーツ 現場主義!神楽坂文人のAV女優根堀り葉堀り 峰玲子（2024年5月2日掲載）
- サンケイスポーツ もっと奥まで！ヒメ撮り 峰玲子（2024年6月6日掲載）

### ウェブ
- 夕やけ大衆 夕やけちゃんねる 【神楽坂文人のAV女優インタビュー】峰玲子の巻「ノーブラ散歩動画でバズったマルチタレント・峰玲子がDHALIA専属でAV専属デビュー！『長くてねっちこいセックスが好きです』」（2024年2月15日掲載）
- 日刊SOD ONLINE 【DAHLIA新人女優デビューインタビュー】着エロDVD、グラビア、撮影会など、マルチタレントとして活躍していた峰玲子が決意のAVデビュー！隠された欲望が開放され快楽を貪る！（2024年2月28日掲載）

## 出演

### テレビ
- ギリギリライブ（2021年7月21日・28日、北海道文化放送）[23]　出演者：飯尾和樹、バービー、小島みなみ、りり姫、峰玲子、大原なぎさ、さつきち